# Гребенников, Борис Васильевич
Борис Васильевич Гребенников (18 октября 1958 года) — советский волейболист, французский волейбольный тренер.

## Карьера

### Игровая карьера
В качестве игрока долгое время выступал в алма-атинском «Дорожнике», выступавшем в чемпионате СССР, был капитаном команды. В 1989 году в числе первых волейболистов был выпущен из СССР для выступлений в зарубежных клубах. Его командой стал «CPB Rennes», где Борис выступал в качестве играющего тренера до 1995 года.
С 1993 года в летнее время выступал на коммерческих турнирах по пляжному волейболу в составе команды «Одесса», в состав которой, кроме него, входили Александр Сороколет и француз Люк Лемаршан.

### Карьера тренера
С 1995 года являлся тренером реннского клуба «„CPB Rennes“».
С 2000 года возглавлял клуб высшего дивизиона «Ренн».
С января 2014 года возглавил ВК «Газпром-Югра».
С 21 июля 2015 года — главный тренер ВК «Урал». 
В сезоне 2017/2018 руководил тунисским клубом «Этуаль дю Сахель», приведя его к победе в Суперкубке Туниса и Кубке тунисской лиги.
30 августа 2023 года назначен главным тренером мужской волейбольной команды «Азеррейл» (Азербайджан). В сезоне 2023/2024 и 2024/2025 выиграл чемпионат Азербайджана.
23 мая 2024 года контракт был продлён на год.
Совмещал работу в клубе с работой в мужской сборной Казахстана.

## Личная жизнь
Является гражданином Казахстана и Франции.
Сын, Женя Гребенников — игрок сборной Франции по волейболу.

## Достижения
- Обладатель Кубка Франции: 2012

- Обладатель Суперкубка Туниса: 2018

- Обладатель Кубка тунисской лиги: 2018

- Лучший тренер чемпионата Франции по волейболу: 2011/2012
- Чемпион Азербайджана по волейболу 2023/2024[4][5], 2024/2025[6]